# Saecundanus Florentinus
Saecundanus Florentinus war mutmaßlich ein Maler im Dienste des römischen Militärs.
Er ist nur von seinem 1959 in Augsburg (dem antiken Augusta Vindelicorum) entdeckten Grabstein bekannt, auf dem er als pictor (Maler) bezeichnet wird („Den Totengöttern und der ewigen Sicherheit, dem Saecundanus Florentinus Pictor (oder: dem Maler), Soldat der III. Legion Italica, dem liebsten Ehemann, der 45 Jahre lebte...“). In der Literatur ist umstritten, ob es sich dabei um eine Berufsbezeichnung, einen Namensbestandteil oder einen Schreibfehler handelt. Maler beim römischen Militär sind aus antiken Quellen bekannt. Vielleicht war Saecundanus mit der Ausmalung eines öffentlichen Gebäudes in Augsburg beauftragt. Aufgrund sprachlicher Überlegungen wird Saecundanus in das 3. Jahrhundert datiert.